# Four Year Strong (album)
Four Year Strong è il quinto album in studio del gruppo musicale statunitense Four Year Strong, pubblicato nel 2015.

## Tracce
1. I Hold Myself in Contempt – 4:16
2. We All Float Down Here – 3:07
3. Eating My Words – 3:12
4. Wipe Yourself Off, Man. You Dead. – 3:31
5. Stolen Credit Card! – 3:51
6. Gravity – 3:45
7. Who Cares? – 1:54
8. Here's to Swimming with Bow-Legged Women – 3:25
9. I'm a Big, Bright, Shining Star – 3:33
10. The Sound of Your Heart – 3:59
11. Go Down in History – 3:39

## Formazione
- Alan Day – voce, chitarre
- Dan O'Connor – voce, chitarre
- Joe Weiss – basso, cori
- Jake Massucco – batteria

## Titoli delle canzoni
Come negli album precedenti, alcuni titoli delle canzoni vengono da citazioni cinematografiche o riferimenti della cultura popolare:
- Hold Myself in Contempt viene da una citazione del film Bugiardo Bugiardo.
- We All Float Down Here viene dal romanzo It di Stephen King.
- Stolen Credit Card! è una citazione dal film Mamma, ho perso l'aereo.
- Wipe Yourself Off, Man. You Dead è una citazione dal film Rush Hour.
- Here's to Swimming with Bow-Legged Women viene dal film Lo Squalo.
- I'm a Big, Bright, Shining Star è una citazione del personaggio Dirk Diggler nel film Boogie Nights.